# Makora figurata
Makora figurata là một loài nhện trong họ Amphinectidae. Loài này phân bố ở New Zealand.